# 学習机

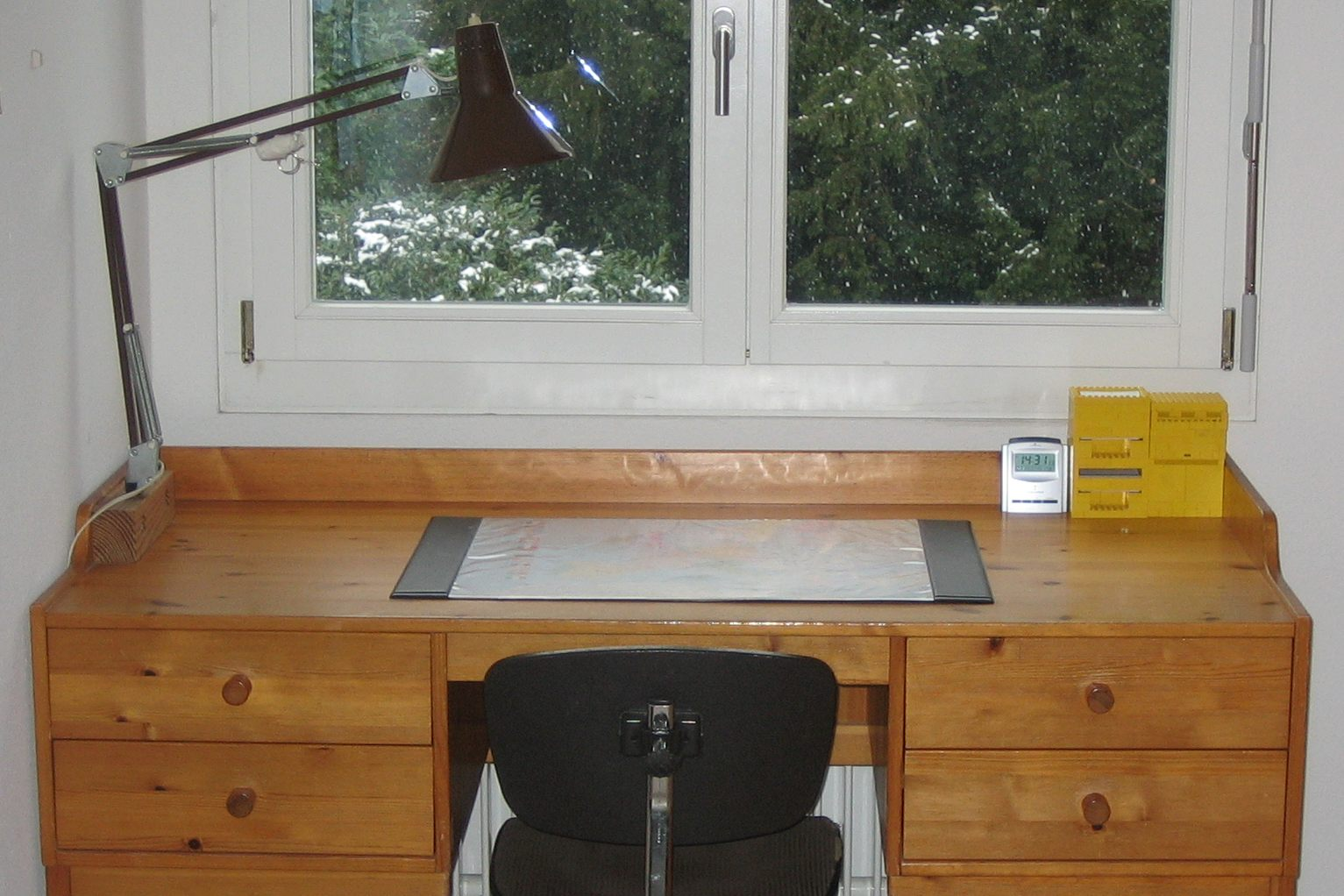
学習机

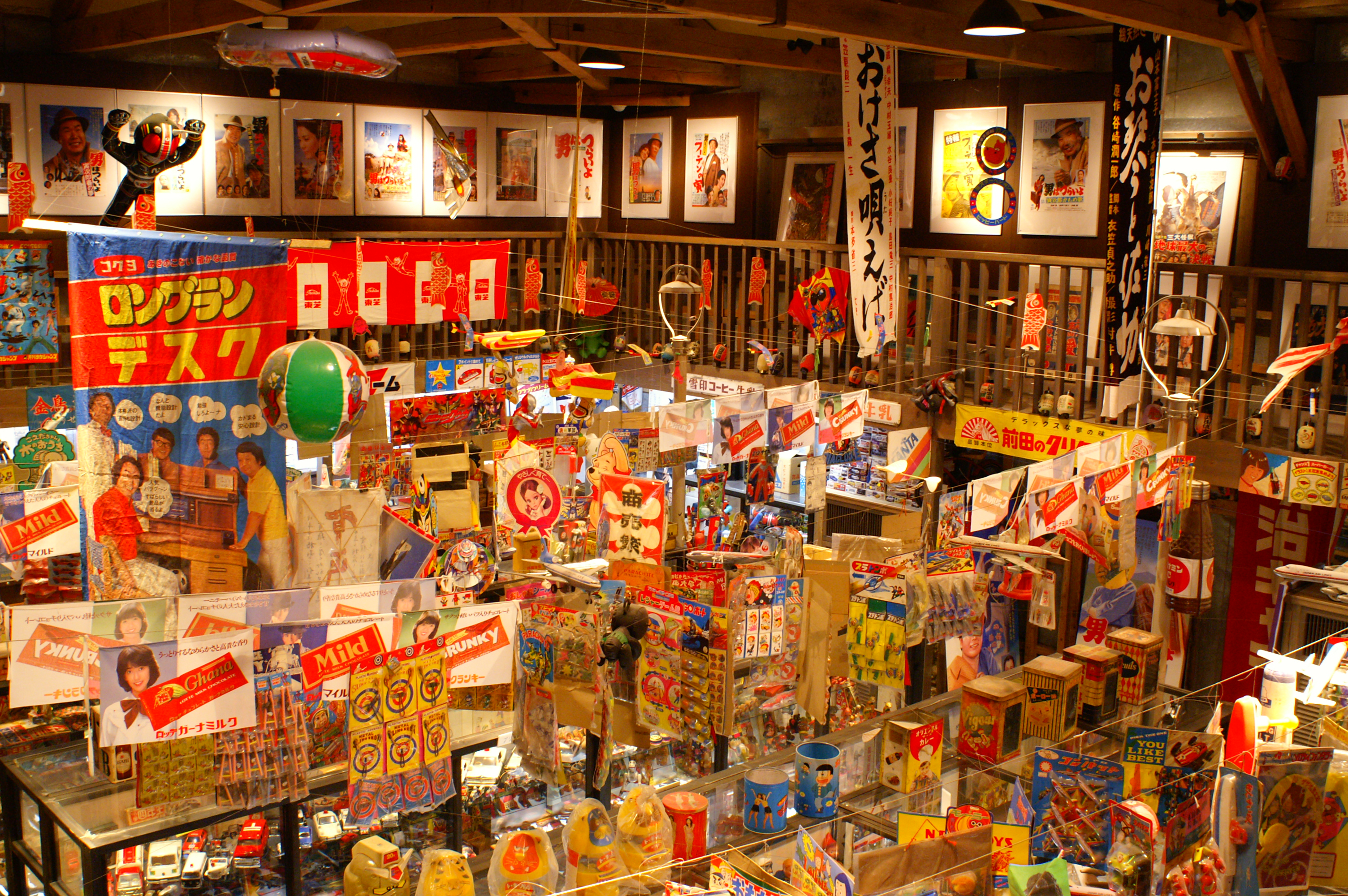
コクヨ「ロングランデスク」の幟（左端）

学習机（がくしゅうづくえ）とは、小学生などが家庭で学習するために用いるように作られた机である。勉強机ともいう。

## 概要
学習机は、学習のために用いることに特化しているため、一般の机と比べて相違点が見られる。
まず、使用者の成長に合わせて、机や椅子の高さが調節できるようになっており、小学校高学年や中学生以降になっても使用できるようになっている。机には本棚が一体化、もしくは組み合わせられており、学習に必要な教科書・辞書・辞典・ノートなどを効率よく収納できるよう工夫されている。多くの場合、電気スタンドや電源コンセントが組み込まれている。また、学習机本体の下に収納可能な袖机が付属することが多い。机、もしくは椅子の下にランドセルが収納できるようになっているものもある。
近年は小学校の中学年から授業の中でコンピュータの操作を学習するようになってきたので、コンピュータを設置する可能性も考慮したデザインも登場してきた。また、家庭内の人間関係の構築を考慮し、兄弟姉妹で並んで、あるいは対面して一緒に勉強できる2人用の学習机も開発されている。リビング学習が推奨されるようになり、子供部屋のみではなく、リビングにも学習机を揃える家庭も増えている。
一般家庭で学習机を購入するのは、子供が小学校就学のときが多い。そのため、低学年の子供を意識して、本棚の部分にアニメキャラクターのイラストが描かれたり、イラスト入りのビニールマットがついていたりすることもある。